# The Only One (Scooter)
"The Only One" è una traccia del 2011 della band tedesca Scooter. È stata pubblicata il 20 maggio 2011 ed è il secondo singolo del loro album del 2011, The Big Mash Up. "The Only One" ha raggiunto la posizione numero 45 nelle classifiche tedesche.

## Tracce

### CD single (2-track)
1. The Only One – 3:32
2. The Only Club – 5:02

### Download
1. The Only One – 3:32
2. The Only One (Extended) – 5:15
3. The Only Club – 5:02